# Stazione di Tarvisio Boscoverde
La stazione di Tarvisio Boscoverde è una stazione ferroviaria internazionale, capolinea delle linea ferroviarie Pontebbana e Rodolfiana, a servizio di Tarvisio ed ubicata presso la località Boscoverde.
Il gestore dell'infrastruttura è Rete Ferroviaria Italiana (RFI), mentre i servizi regionali sono eserciti da Trenitalia e Società Ferrovie Udine-Cividale (FUC), in direzione della stazione di Udine, e dalle Österreichische Bundesbahnen (ÖBB), in direzione della stazione di Villaco Centrale.

## Storia
La stazione fu aperta il 26 novembre 2000 assieme alla nuova linea ferroviaria Pontebbana, sostituendo sia lo scalo internazionale di Tarvisio Centrale sia la fermata di Tarvisio Città.
La struttura fu costruita sopra il tracciato della soppressa ferrovia per Lubiana, occupando parzialmente l'area dove un tempo si trovava la prima stazione di Tarvisio.

## Strutture e impianti

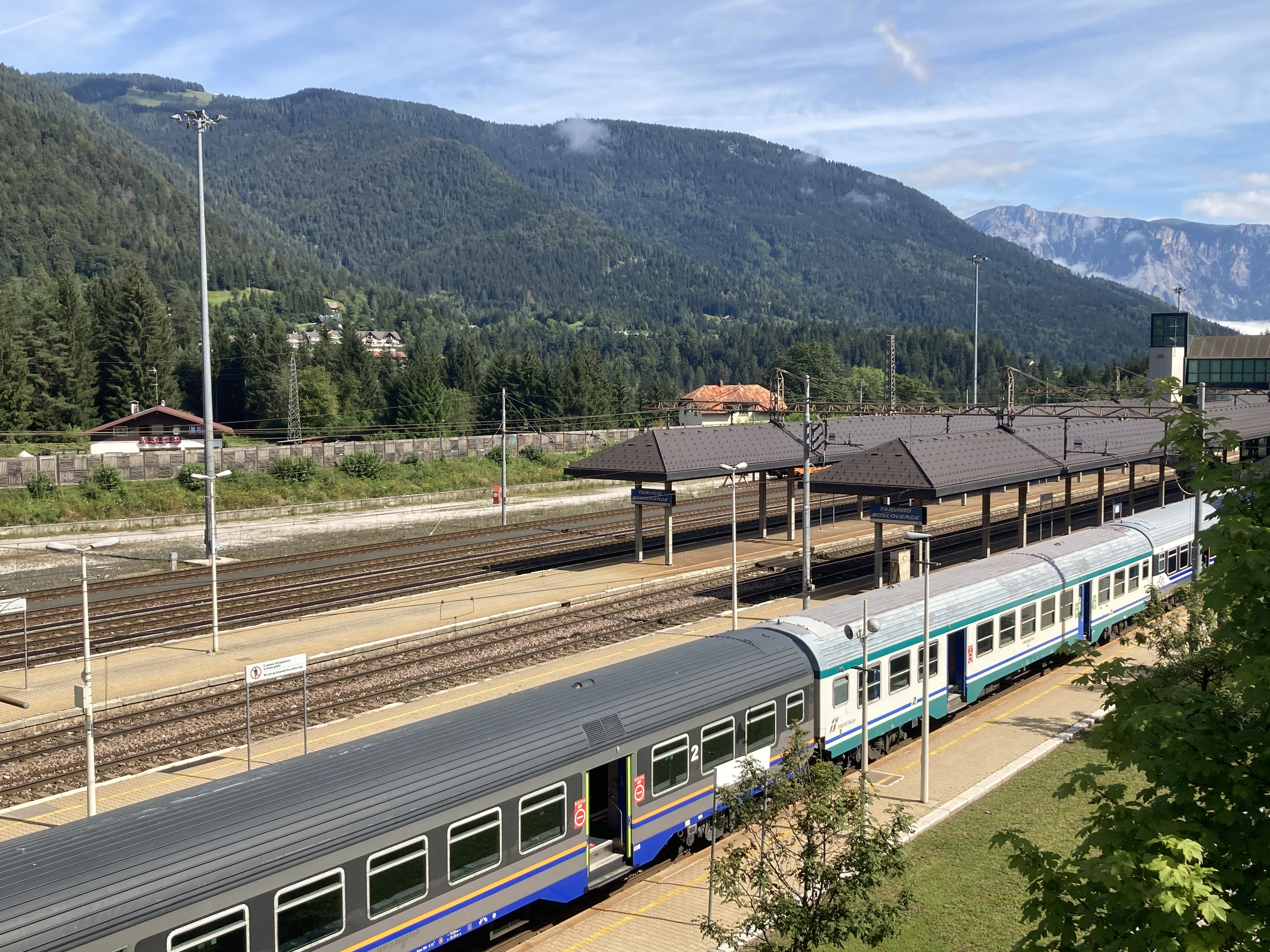
La stazione dall'alto

Il piazzale è composto da otto binari. Cinque sono adibiti al servizio viaggiatori e sono serviti da tre marciapiedi, a loro volta protetti da pensiline in acciaio e legno. Il terzo e il quarto binario sono di corretto tracciato.
Il fabbricato viaggiatori è collegato ai binari da una passerella sopraelevata. Al suo interno sono presenti il servizio di biglietteria automatica, la sala d'aspetto, distributori automatici e una mensa self-service.
Nel 2016, è stato ricavato un albergo da alcuni locali della stazione.

## Movimento
La stazione è servita da treni regionali svolti da Trenitalia, nell'ambito del contratto di servizio stipulato con la regione Friuli-Venezia Giulia, e dal Micotra (Trieste Centrale-Udine-Villaco Centrale) della società Ferrovie Udine-Cividale (FUC).

### Treni a lunga percorrenza
- Euronight "Allegro Don Giovanni" per Salisburgo, Vienna
- Euronight "Allegro Tosca" per Vienna e per Bologna, Firenze, Roma e Milano
- Euronight (periodico) "Allegro Rossini" per Vienna e per Bologna, Firenze e Livorno
- Eurocity Trenord/ÖBB Vienna Centrale-Venezia Santa Lucia

## Servizi
La stazione dispone dei seguenti servizi:
- Biglietteria automatica
- Sala di attesa
- Sottopassaggio
- Distributori automatici
- Servizi igienici (non accessibili ai disabili)
- Polizia ferroviaria
- Annuncio sonoro arrivo e partenza treni

## Interscambi
- Fermata autobus
- Interscambio autobus
- Parcheggio di scambio